# パシスタスピリッツ
パシスタスピリッツ（Passista Spirits）は、Bリーグに所属するレバンガ北海道専属のチアダンスチームである。運営は株式会社スピリッツオブノースランド。2011年結成。総合プロデューサーは北野朋恵。
「パシスタ」はポルトガル語で「踊り子」を意味する。
レバンガ北海道ホームゲームでの応援パフォーマンスが主だが、2017年2月10日にレバンガのホーム北海きたえーるにて行われた「バスケットボール男子日本代表国際強化試合2017」でもパフォーマンスを披露し、北海道日本ハムファイターズのファイターズガールとも共演。北海道コンサドーレ札幌のコンサドールズとも共演した。
トップチームの「パシスタスピリッツ」に加えキッズダンスチームの「パシスタフェアリーズ」も活動している。
以前はメンバーの年齢を公開していたが、全体の低年齢化もあり年齢を非公開としている。
レバンガ北海道のみならず依頼があれば各種公演、興行に出演可能となっている。
20-21シーズン3月7日、広島戦終了後においてはキャプテンのYUMEKAの引退発表を実施した。その後の試合ではRANとMIYUのダブル副キャプテンとした。尚、引退発表は2シーズンぶりとなり、19-20シーズン引退メンバーの発表は行われなかった。